# میلدنیتس
میلدنیتس (به آلمانی: Mildenitz) یک منطقهٔ مسکونی در آلمان است که در ولدگک واقع شده‌است. میلدنیتس  ۴۸۱ نفر جمعیت دارد.